# Nasiruddin Chowdhury
Nasiruddin Chowdhury là một cầu thủ bóng đá người Bangladesh thi đấu ở vị trí hậu vệ. Hiện tại anh thi đấu cho Sheikh Jamal Dhanmondi Club.

## Bàn thắng quốc tế
Đội tuyển quốc gia
| #  | Ngày                | Địa điểm                                 | Đối thủ   | Tỉ số | Kết quả | Giải đấu |
| -- | ------------------- | ---------------------------------------- | --------- | ----- | ------- | -------- |
| 1. | 30 tháng 5 năm 2015 | Sân vận động Quốc gia Bangabandhu, Dhaka | Singapore | 1–0   | 1–2     | Giao hữu |

## Achievement
Sheikh Jamal Dhanmondi Club
- Giải bóng đá ngoại hạng Bangladesh (2)

2013–14, 2015
- Federation Cup (2)

2013, 2014–15
- King's Cup (Bhutan)

2014